# Premio Sporting News al Baloncestista Universitario del Año
El Premio Sporting News al Baloncestista Universitario del Año es un premio anual otorgado al mejor baloncestista universitario del año de la División I de la NCAA. El premio fue entregado por primera vez en la temporada 1942–43 y es presentado por Sporting News (anteriormente conocida como The Sporting News), una revista estadounidense deportiva fundada en 1886.
Ningún jugador recibió el premio entre 1947–49 y 1952–57. A fecha de 2021, sólo siete jugadores han repetido como ganadores en 70 entregas. De esos seis, sólo Oscar Robertson de Cincinnati y Bill Walton de UCLA han sido galardonados en tres ocasiones.
A pesar de no recibir ningún premio desde la temporada 1976–77, UCLA sigue empatada con la mayor cantidad de ganadores con siete. Duke también tiene siete ganadores, mientras que su rival estatal North Carolina le sigue con cinco.

## Ganadores

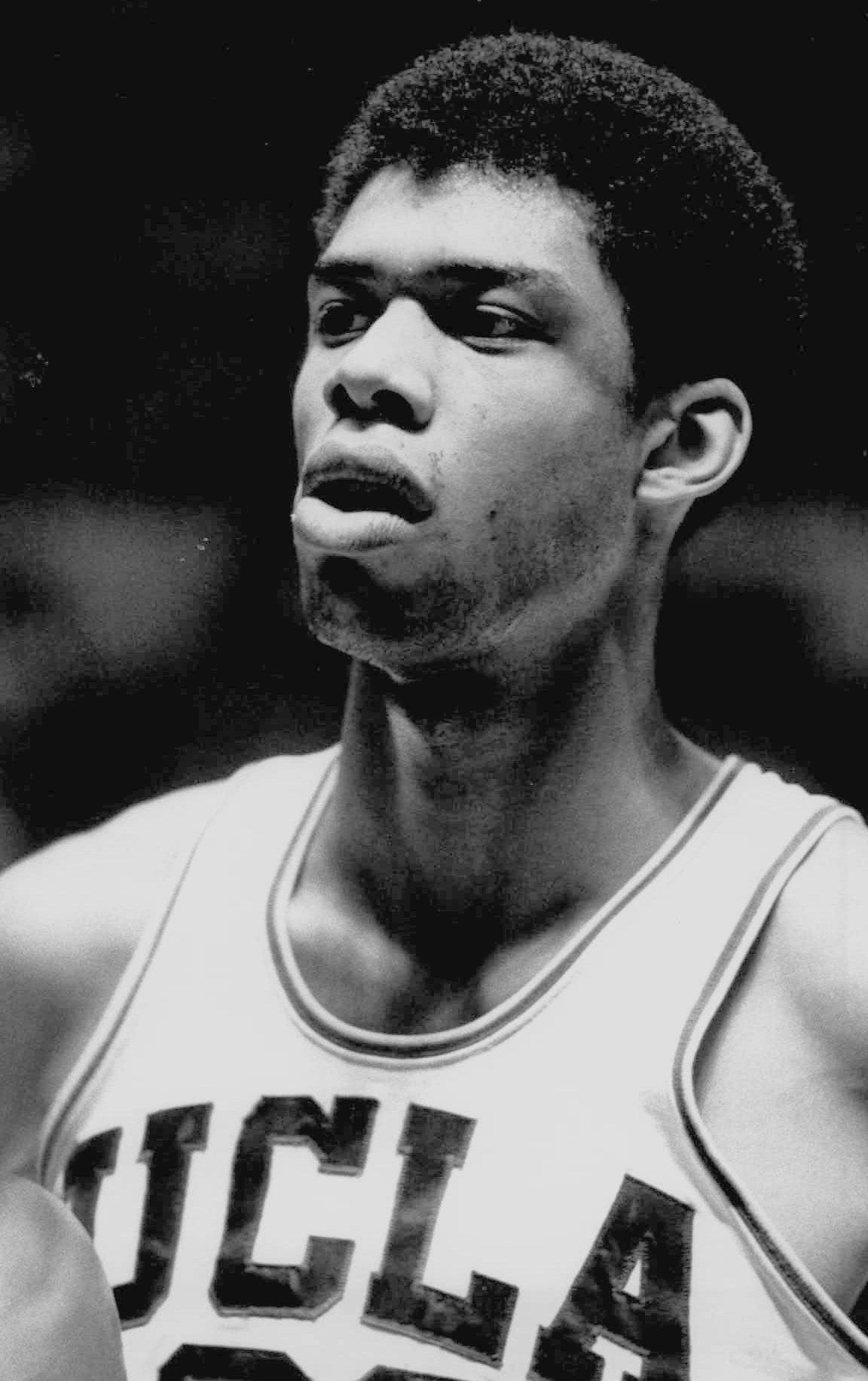
Lew Alcindor ganó el premio en dos ocasiones con UCLA.

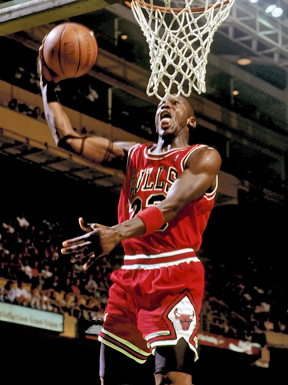
Michael Jordan ganó los premios de 1983 y 1984.

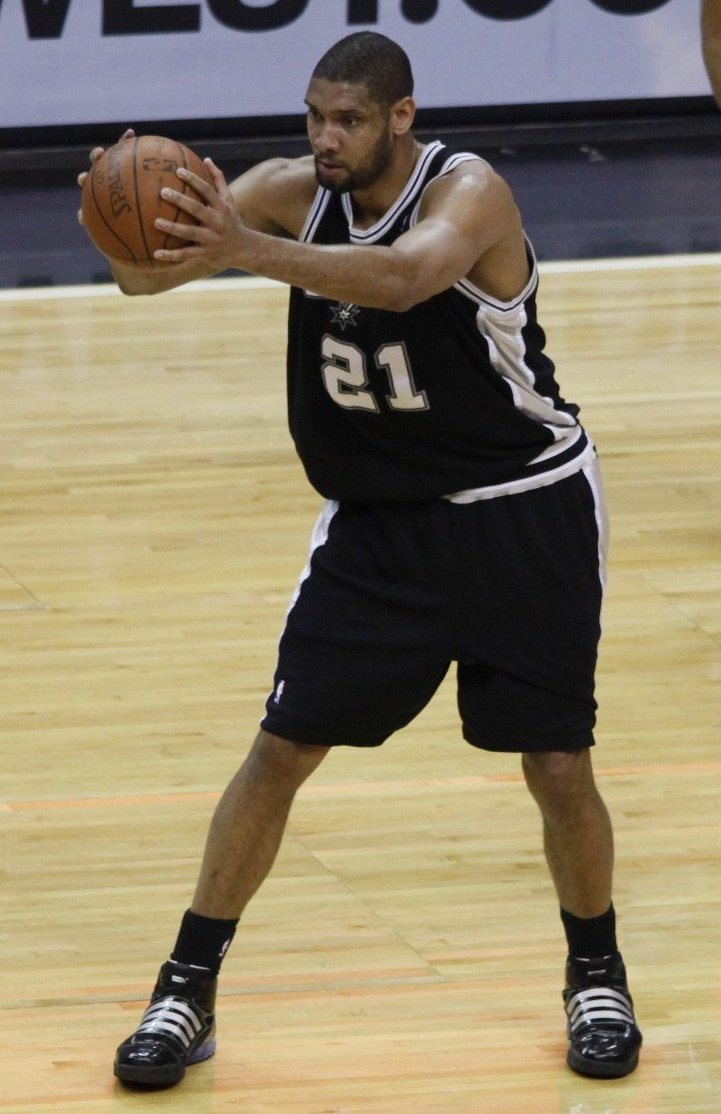
Tim Duncan ganó el premio en 1997.

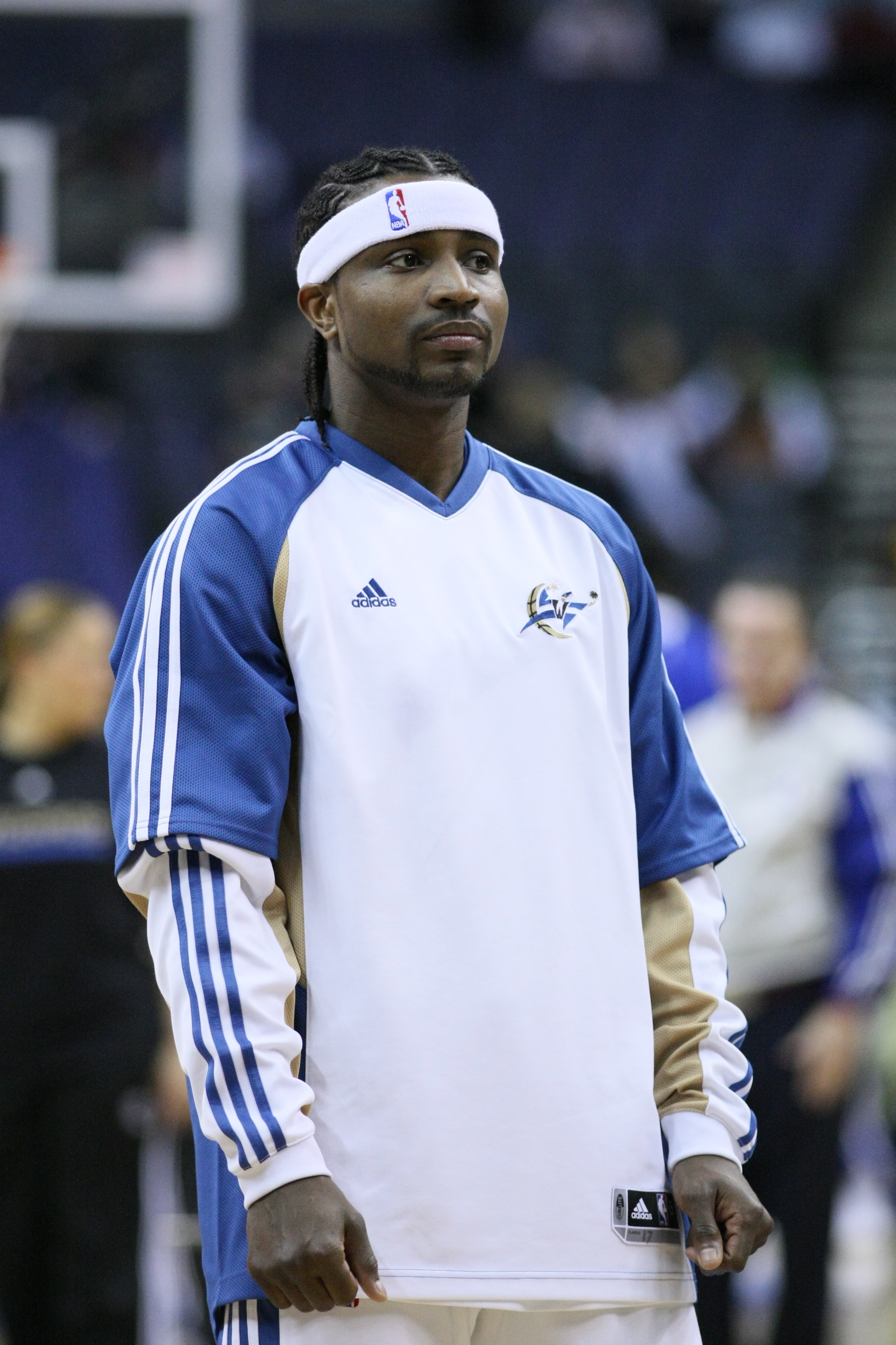
Dee Brown ganó el premio en 2005.

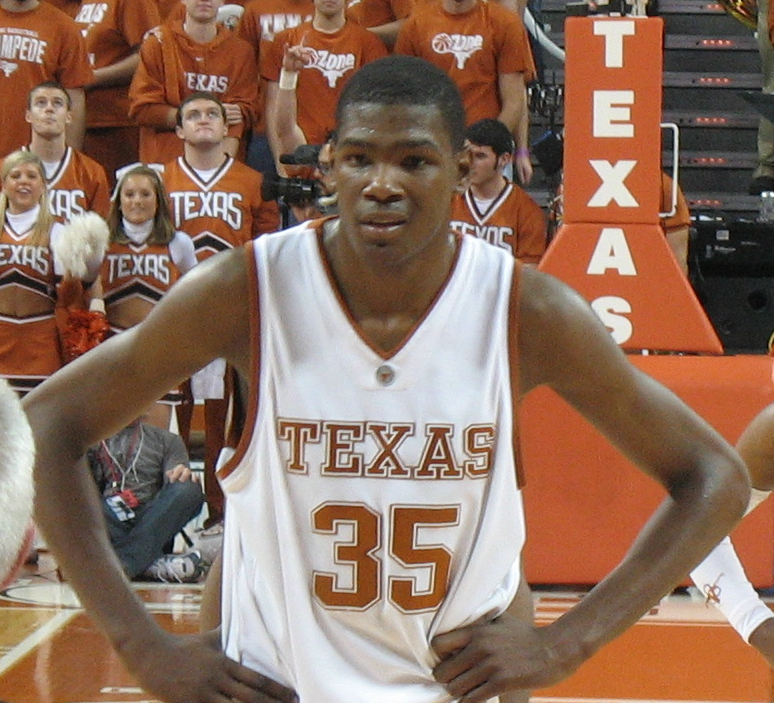
Kevin Durant es el único freshman en ganar el premio.

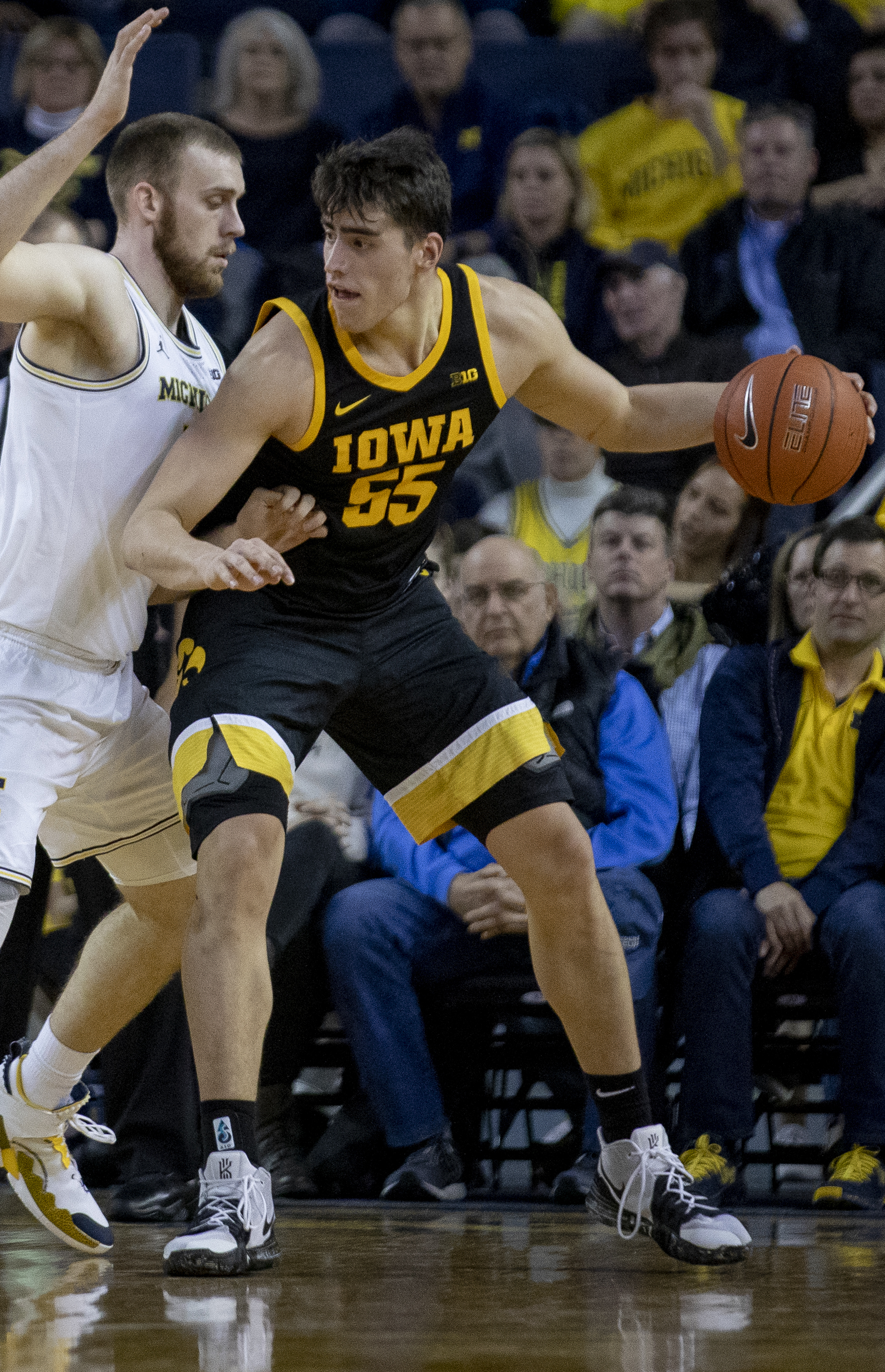
Luka Garza, ganador en 2020 y 2021, fue el primer ganador repetido en 37 años.

| Jugador (X) | Denota el número de veces que ha conseguido el galardón |

| Temporada | Jugador                    | Universidad                | Posición                   | Curso                      |
| --------- | -------------------------- | -------------------------- | -------------------------- | -------------------------- |
| 1942–43   | Andy Phillip               | Illinois                   | Escolta / Alero            | Senior                     |
| 1943–44   | Dale Hall                  | Army                       |                            | Junior                     |
| 1944–45   | George Mikan               | DePaul                     | Pívot                      | Junior                     |
| 1945–46   | Bob Kurland                | Oklahoma A&M               | Pívot                      | Senior                     |
| 1947–49   | No fue entregado el premio | No fue entregado el premio | No fue entregado el premio | No fue entregado el premio |
| 1949–50   | Paul Arizin                | Villanova                  | Alero                      | Senior                     |
| 1950–51   | Sherman White              | Long Island                | Alero                      | Senior                     |
| 1952–57   | No fue entregado el premio | No fue entregado el premio | No fue entregado el premio | No fue entregado el premio |
| 1957–58   | Oscar Robertson            | Cincinnati                 | Base                       | Sophomore                  |
| 1958–59   | Oscar Robertson (2)        | Cincinnati                 | Base                       | Junior                     |
| 1959–60   | Oscar Robertson (3)        | Cincinnati                 | Base                       | Senior                     |
| 1960–61   | Jerry Lucas                | Ohio State                 | Alero / Pívot              | Junior                     |
| 1961–62   | Jerry Lucas (2)            | Ohio State                 | Alero / Pívot              | Senior                     |
| 1962–63   | Art Heyman                 | Duke                       | Escolta / Alero            | Senior                     |
| 1963–64   | Bill Bradley               | Princeton                  | Alero / Escolta            | Junior                     |
| 1964–65   | Bill Bradley (2)           | Princeton                  | Alero / Escolta            | Senior                     |
| 1965–66   | Cazzie Russell             | Michigan                   | Escolta                    | Senior                     |
| 1966–67   | Lew Alcindor               | UCLA                       | Pívot                      | Sophomore                  |
| 1967–68   | Elvin Hayes                | Houston                    | Alero / Pívot              | Senior                     |
| 1968–69   | Lew Alcindor (2)           | UCLA                       | Pívot                      | Senior                     |
| 1969–70   | Pete Maravich              | LSU                        | Base                       | Senior                     |
| 1970–71   | Sidney Wicks               | UCLA                       | Pívot                      | Senior                     |
| 1971–72   | Bill Walton                | UCLA                       | Pívot                      | Sophomore                  |
| 1972–73   | Bill Walton (2)            | UCLA                       | Pívot                      | Junior                     |
| 1973–74   | Bill Walton (3)            | UCLA                       | Pívot                      | Senior                     |
| 1974–75   | David Thompson             | NC State                   | Escolta / Alero            | Senior                     |
| 1975–76   | Scott May                  | Indiana                    | Alero                      | Senior                     |
| 1976–77   | Marques Johnson            | UCLA                       | Escolta / Alero            | Senior                     |
| 1977–78   | Phil Ford                  | North Carolina             | Base                       | Senior                     |
| 1978–79   | Larry Bird                 | Indiana State              | Alero                      | Senior                     |
| 1979–80   | Darrell Griffith           | Louisville                 | Escolta                    | Senior                     |
| 1980–81   | Mark Aguirre               | DePaul                     | Alero                      | Junior                     |
| 1981–82   | Ralph Sampson              | Virginia                   | Pívot                      | Junior                     |
| 1982–83   | Michael Jordan             | North Carolina             | Escolta                    | Sophomore                  |
| 1983–84   | Michael Jordan (2)         | North Carolina             | Escolta                    | Junior                     |
| 1984–85   | Patrick Ewing              | Georgetown                 | Pívot                      | Senior                     |
| 1985–86   | Walter Berry               | St. John's                 | Ala-Pívot                  | Senior                     |
| 1986–87   | David Robinson             | Navy                       | Pívot                      | Senior                     |
| 1987–88   | Hersey Hawkins             | Bradley                    | Escolta                    | Senior                     |
| 1988–89   | Stacey King                | Oklahoma                   | Pívot                      | Senior                     |
| 1989–90   | Dennis Scott               | Georgia Tech               | Alero                      | Junior                     |
| 1990–91   | Larry Johnson              | UNLV                       | Ala-Pívot                  | Senior                     |
| 1991–92   | Christian Laettner         | Duke                       | Alero                      | Senior                     |
| 1992–93   | Calbert Cheaney            | Indiana                    | Alero                      | Senior                     |
| 1993–94   | Glenn Robinson             | Purdue                     | Alero / Ala-Pívot          | Sophomore                  |
| 1994–95   | Shawn Respert              | Michigan State             | Escolta                    | Senior                     |
| 1995–96   | Marcus Camby               | Massachusetts              | Pívot                      | Junior                     |
| 1996–97   | Tim Duncan                 | Wake Forest                | Pívot                      | Senior                     |
| 1997–98   | Antawn Jamison             | North Carolina             | Alero                      | Junior                     |
| 1998–99   | Elton Brand                | Duke                       | Pívot                      | Sophomore                  |
| 1999–00   | Kenyon Martin              | Cincinnati                 | Ala-Pívot                  | Senior                     |
| 2000–01   | Shane Battier              | Duke                       | Alero / Escolta            | Senior                     |
| 2001–02   | Jason Williams             | Duke                       | Base                       | Junior                     |
| 2002–03   | T. J. Ford                 | Texas                      | Base                       | Sophomore                  |
| 2003–04   | Jameer Nelson              | Saint Joseph's             | Base                       | Senior                     |
| 2004–05   | Dee Brown                  | Illinois                   | Base                       | Senior                     |
| 2005–06   | J. J. Redick               | Duke                       | Escolta                    | Senior                     |
| 2006–07   | Kevin Durant               | Texas                      | Alero                      | Freshman                   |
| 2007–08   | Tyler Hansbrough           | North Carolina             | Ala-Pívot                  | Junior                     |
| 2008–09   | Blake Griffin              | Oklahoma                   | Ala-Pívot                  | Sophomore                  |
| 2009–10   | Evan Turner                | Ohio State                 | Alero                      | Junior                     |
| 2010–11   | Jimmer Fredette            | BYU                        | Base                       | Senior                     |
| 2011–12   | Anthony Davis              | Kentucky                   | Pívot                      | Freshman                   |
| 2012–13   | Victor Oladipo             | Indiana                    | Escolta                    | Junior                     |
| 2013–14   | Doug McDermott             | Creighton                  | Alero / Ala-Pívot          | Senior                     |
| 2014–15   | Frank Kaminsky             | Wisconsin                  | Ala-Pívot                  | Senior                     |
| 2015–16   | Buddy Hield                | Oklahoma                   | Escolta                    | Senior                     |
| 2016–17   | Frank Mason III            | Kansas                     | Base                       | Senior                     |
| 2017–18   | Jalen Brunson              | Villanova                  | Base                       | Junior                     |
| 2018–19   | Zion Williamson            | Duke                       | Ala-Pívot                  | Freshman                   |
| 2019–20   | Luka Garza                 | Iowa                       | Pívot                      | Junior                     |
| 2020–21   | Luka Garza                 | Iowa                       | Pívot                      | Senior                     |
| 2021–22   | Oscar Tshiebwe             | Kentucky                   | Ala-Pívot/Pívot            | Junior                     |
| 2022–23   | Zach Edey                  | Purdue                     | Pívot                      | Junior                     |
| 2023–24   | Zach Edey                  | Purdue                     | Pívot                      | Senior                     |
| 2024–25   | Johni Broome               | Auburn                     | Ala-Pívot / Pívot          | Senior                     |

## Ganadores por universidad
| Universidad    | Premios | Años                                     |
| -------------- | ------- | ---------------------------------------- |
| Duke           | 7       | 1963, 1992, 1999, 2001, 2002, 2006, 2019 |
| UCLA           | 7       | 1967, 1969, 1971, 1972, 1973, 1974, 1977 |
| North Carolina | 5       | 1978, 1983, 1984, 1998, 2008             |
| Cincinnati     | 4       | 1958, 1959, 1960, 2000                   |
| Purdue         | 3       | 1994, 2023, 2024                         |
| Ohio State     | 3       | 1961, 1962, 2010                         |
| Oklahoma       | 3       | 1989, 2009, 2016                         |
| Indiana        | 3       | 1976, 1993, 2013                         |
| DePaul         | 2       | 1945, 1981                               |
| Illinois       | 2       | 1943, 2005                               |
| Iowa           | 2       | 2020, 2021                               |
| Kentucky       | 2       | 2012, 2022                               |
| Princeton      | 2       | 1964, 1965                               |
| Texas          | 2       | 2003, 2007                               |
| Villanova      | 2       | 1950, 2018                               |
| Army           | 1       | 1944                                     |
| Bradley        | 1       | 1988                                     |
| BYU            | 1       | 2011                                     |
| Creighton      | 1       | 2014                                     |
| Georgetown     | 1       | 1985                                     |
| Georgia Tech   | 1       | 1990                                     |
| Houston        | 1       | 1968                                     |
| Indiana State  | 1       | 1979                                     |
| Kansas         | 1       | 2017                                     |
| Long Island    | 1       | 1951                                     |
| Louisville     | 1       | 1980                                     |
| LSU            | 1       | 1970                                     |
| Massachusetts  | 1       | 1996                                     |
| Michigan       | 1       | 1966                                     |
| Michigan State | 1       | 1995                                     |
| Navy           | 1       | 1987                                     |
| N.C. State     | 1       | 1975                                     |
| Oklahoma State | 1       | 1946                                     |
| Saint Joseph's | 1       | 2004                                     |
| St. John's     | 1       | 1986                                     |
| UNLV           | 1       | 1991                                     |
| Virginia       | 1       | 1982                                     |
| Wake Forest    | 1       | 1997                                     |
| Wisconsin      | 1       | 2015                                     |
| Auburn         | 1       | 2025                                     |